# Пига
Пи́га (Lipaugus) — рід горобцеподібних птахів родини котингових (Cotingidae). Представники цього роду мешкають в Мексиці, Центральній і Південній Америці. 

## Види
Виділяють дев'ять видів:
- Пига руда (Lipaugus unirufus)
- Пига рожевошия (Lipaugus streptophorus)
- Пига гаянська (Lipaugus vociferans)
- Пига бразильська (Lipaugus lanioides)
- Косовець золотокрилий (Lipaugus ater)
- Косовець оливковий (Lipaugus conditus)
- Пига рудоголова (Lipaugus weberi)
- Пига довгохвоста (Lipaugus fuscocinereus)
- Пига рудогуза (Lipaugus uropygialis)

За результатами молекулярно-філогенетичного дослідження 2020 року два види, яких раніше відносили до роду Косовець (Tijuca), були переведені до роду Lipaugus.

## Етимологія
Наукова назва роду Lipaugus походить від слова дав.-гр. λιπαυγης — темний.